# RAG2
RAG2‏ (Recombination activating 2) هوَ بروتين يُشَفر بواسطة جين RAG2 في الإنسان.